# Религия в Луганске
Религия в Луганске представлена целым рядом конфессий и религиозных групп.

## Христианство
Православные приходы объединены в Луганскую епархию (юрисдикция УПЦ МП). В городе насчитывается около 20 православных церквей (до революции 1917 года их было только 7). Старейшим православным храмом Луганска считается Петропавловский собор XVIII века. В наши дни центральным храмом города является Свято-Владимирский собор. К 1897 г. по данным 1-й Всероссийской переписи населения Луганск населяло 34 тыс. человек, из которых 24 тыс., т. е. 70% засвидетельствовали о своём православном вероисповедании. Одной из святынь православных Луганска является Луганская икона Божьей Матери. Помимо приходов УПЦ МП в Луганске недолгое время существовал православный приход УПЦ КП (Свято-Троицкий кафедральный собор), который был упразднен из-за конфликта на востоке Украины.
Католики изначально были связаны с немногочисленной диаспорой польских ссыльных. В Луганске в 1895 г. проживало 65 католиков. В постсоветскую эпоху католицизм возродился при помощи украинско-канадского центра. В городе был выкуплен дом и перестроен в костел Рождества Пресвятой Девы Марии (ул. Мергельная, 102). После Евромайдана и последующих за ним событий католицизм в Луганске вновь угас.
Баптисты Луганска объединены в ряд немногочисленных общин ("Еммануил" на Новосёлова, 6; община на Черноморской, 76, "Путь Спасения" на Херсонской, 17) и даже имели до недавнего времени Луганский региональный библейский колледж (пер. Юрия Черкасского, 1).
В дореволюционное время в Луганске существовала лютеранская община, представленная в основном этническими немцами.
Адвентисты седьмого дня представлены несколькими общинами, которые ведут активную благотворительную деятельность.
Также в городе существует армянская григорианская община и приход Объединённой методистской церкви "Живая Вера".
Свидетели Иеговы на луганских стадионах собирали до 6 тыс. участников. Их "зал царств" располагался на Метростроевской улице, 6

## Ислам
Мусульмане с 2010 года проводят свои богослужения в Соборной мечети, построенной при помощи властей Кувейта. В 2013 году на праздник Курбан-Байрам в мечети собралось около 1 тысячи верующих. Помимо мечети в Луганске существует религиозная организация "Салам"

## Иудаизм
В дореволюционное время в Луганске насчитывалось 3 синагоги, которые были закрыты в 1935 году. На 2015 год в городе действовала лишь одна синагога (ул. 50 лет образования СССР, 24)

## Восточные религии
Также в Луганске существует Буддийский центр Школы Карма Кагью. На мероприятия этой общины собираются около 50 человек. Ещё одну религию восточной традиции представляет община кришнаитов, которая однако прекратила свою деятельность в связи с войной в Донбассе